# CA Brive
CA Brive – zawodowy klub rugby union z miasta Brive-la-Gaillarde w regionie Nowa Akwitania. Klub czterokrotnie był w finale rozgrywek o mistrzostwo Francji jednak za każdym razem przegrywał, tym samym jest jedynym klubem w Europie który zdobył Puchar Heinekena nie mając na swoim koncie mistrzostwa rodzimej ligi.

## Stadion
Klub rozgrywa swoje mecze na stadionie Stade Amédée-Domenech o pojemności 13 979 miejsc, stadion posiada 3 trybuny: Europe, Sud oraz Elie Peybere.

## Trofea
- Mistrzostwo Francji     
  - Finalista (4): 1965, 1972, 1975, 1996
- Challenge Yves du Manoir     

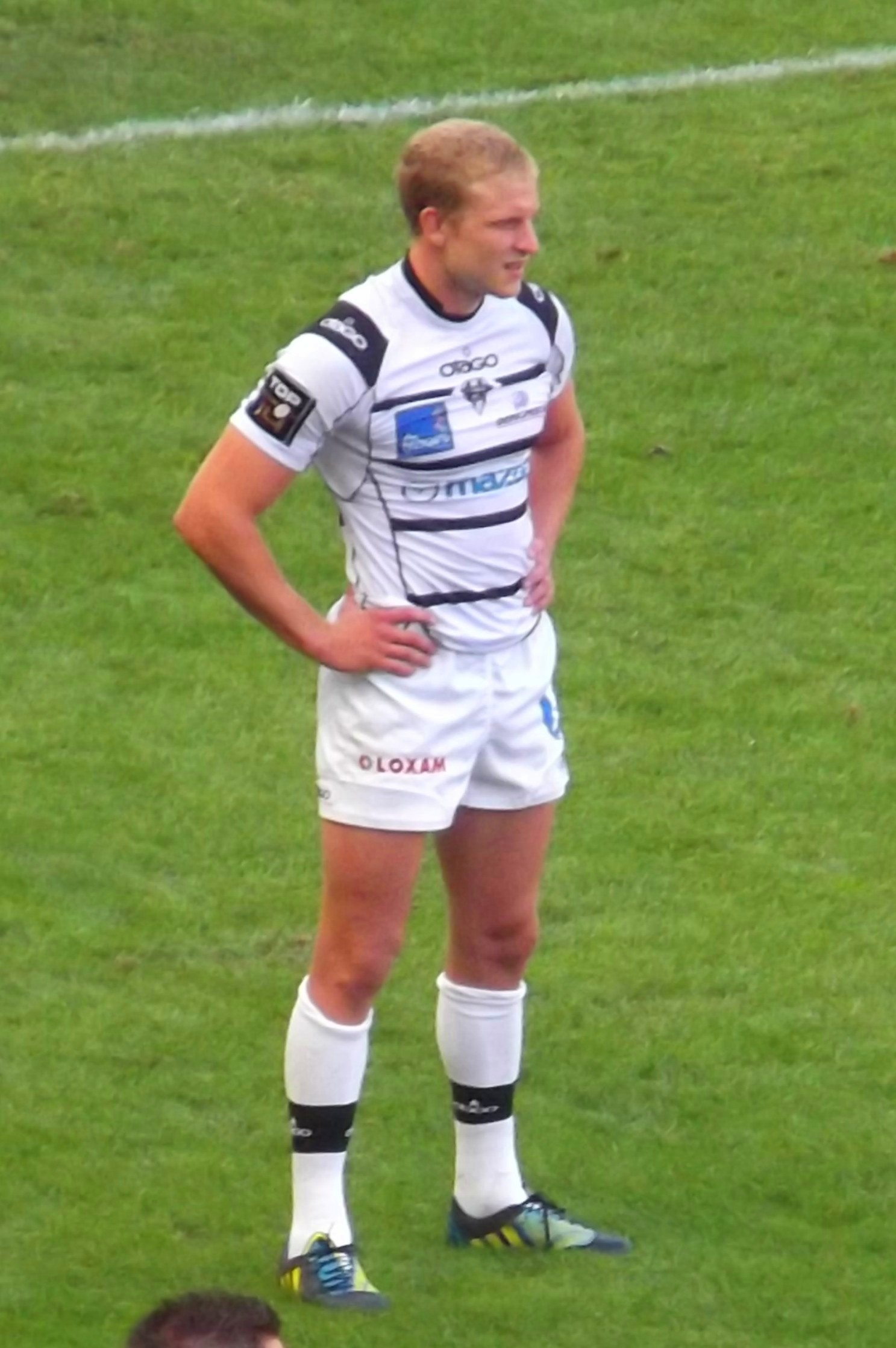
Zawodnik AC Brive

  - Zwycięzca (1): 1996
  - Finalista (2): 1963, 1974
- Puchar Heinekena     
  - Zwycięzca (1): 1997
  - Finalista (1): 1998